# ألفرد جايلز (مستكشف)
ألفرد جايلز (بالإنجليزية: Alfred Giles)‏ هو مستكشف أسترالي، ولد في 18 فبراير 1846، وتوفي في 20 مارس 1931.